# Ducat de Lorena
El ducat de Lorena (duché de Lorraine/Haute-Lotharingie, en francès; Herzogtum Oberlothringen, en alemany) fou un estat independent durant la majoria del període entre l'any 843 i 1739. La seva capital se situava a Nancy. El ducat, així com la regió moderna de Lorena, fou objecte de disputa entre França i Alemanya durant segles.

## Ducs de la Lorena
Gerard(1024 – Remiremont, 1070) primer duc hereu de Lorena. Pertanyia a la poderosa casa d'Alsàcia, i elegit duc de Lorena el 1048 per la Dieta de Worms, va haver de lluitar amb els seus veïns particularment contra Gottfried de Lorena el barbut, Duc de la Baixa Lorena, que el va tenir presoner més d'un any, però amb el seu valor i saber assolí triomfar de tots els obstacles. Morí a Remiremont, deixant els seus Estats al seu fill gran Thierry, i fou el tronc dels ducs de Lorena.
Carles de França (duc de la Baixa Lorena, 953 – 1001, fill del rei Lluís IV d'Ultramar)El seu pare li deixà en herència el regne de la Borgonya, però no va poder prendre possessió d'aquest perquè el seu germà Lotari i Hug el Gran s'uniren en contra d'ell. Casà amb Adelaida, filla d'Heribert de Vermandois, i el 977 rebé d'Otó II el ducat de la Baixa Lorena, no reconciliant-se amb el seu germà fins al 984. A l'adveniment al tron de França del seu nebot Lluís V intenta apoderar-se de la seva tutela i encara suplantar-lo i a la seva mort reivindicà els seus drets a la corona, però degut a l'hostilitat d'Adalberó, arquebisbe de Reims, fou proclamat rei Hug Capet. Carles, que comptava amb nombrosos partidaris, s'aixecà en armes contra Hug i encara l'obligà a retirar-se apoderant-se a més de Reims, però la traïció del bisbe de Laon, que li entregà pres el seu enemic, li prengué tota probabilitat de triomf i acabà llurs dies a la presó d'Orleans, on fou tancat junt amb la seva esposa i llurs dues filles. A més deixà tres fills barons, el major dels quals, Ot, morí el 1005 sent duc de la Baixa Lorena.
Carles II l'Agosarat (Toul, 1365 – 25 de gener de 1431) duc de la LorenaEra fill de Joan I de Borgonya, i de Sofia de Wurttemberg. S'educà en la cort del seu padrí [Carles V] i succeí al seu pare el 1390. Passa tota la vida guerrejant contra els gantessos, els turcs, els lituans i sobretot contra la ciutat de Neufchâteau i encara contra el mateix rei Carles VI de França que el condemnà a mort, però mercès al suport que li prestaren els borgonyesos el rei l'indultà i l'anomenà conestable (1418), càrrec que Carles VII li va retirar el 1424. Del seu matrimoni amb Isabel de Baviera va tenir molts fills, però no en sobrevisqueren només dos, Isabel i Caterina.
Carles III el Gran (Nancy, 18 de febrer de 1543 – 14 de maig, de 1608) duc de LorenaEra fill del duc Francesc I Lorena I, i nebot Carlos V; orfe de pare als tres anys restà sota la tutela de s'ha mare i del bisbe de Metz, però Henri II de França, que volia neutralitzar la influència que en ell poguessin exercir Carles I, el portà a la seva cort, on s'educà i el casà amb la seva filla Clodine, apoderant-se en canvi dels bisbats de Metz, Toul i Verdun (Mosa), que el duc recuperà més tard. El seu govern fou molt profitós pel país, la qual integritat sabé conservar malgrat de les guerres de què en fou teatre en aquell període. Carles havia pensat a donar el tron de França al seu fill, però l'actitud del duc de Guisa li impedí portar a terme llurs propòsits i a l'adveniment d'Enric IV renuncià per complet a ells, reconciliant-se amb el rei. Fundà la universitat de Pont-à-Mousson, establí les cèlebres fires de Nancy, ciutat que fou molt embellida per ell, i introduí altres millores que contribuïren al benestar dels seus súbdits.
Carles IV (5 d'abril de 1604 – Sarbach, 18 de setembre de 1675) duc de LorenaEra fill de Francesc I, comte de Vaudemont, i nebot del duc Enric II, al que succeí a la seva mort el 1624, per haver contractat matrimoni amb una seva filla. Fou un dels personatges més originals i curiosos del seu temps pel seu caràcter aventurer, intrigant i cavalleresc a la vegada i pel seu valor a tota prova; va intervenir en tots els esdeveniments notables de l'època, quasi sempre en perjudici propi. El 1627 donà hospitalitat en els seus estats a Gastó d'Orleans, germà del rei Lluís XIII de França en ocasió que ambdós restaven barallats, però el rei l'obligà a expulsar-lo, apoderant-se a més de Marsal i va haver de signar els tractats de Vic (1623) i poc temps després el de Charmes. Gastó abans de marxar, casà amb una germana de Carles i aquest entrà amb tractes amb l'emperador Ferran II del Sacre Imperi Romanogermànic que li havia promès un electorat, però no aconseguí més que una nova intervenció de Lluís XIII que s'apoderà de diverses ciutats de la Lorena, entre elles Nancy, la qual no li'n fou retornada fins a 1663. El 1634 el duc abdicà en favor del seu germà, el cardenal Francesc de Lorena, i fou a reunir-se amb els liberals, sent confiscat llavors el ducat de Bar. Prengué part en la batalla de Nordlingen, després intentà, encara que inútilment, reconquistar la Lorena, envaí la Borgonya i obligà a Condé a aixecar el setge de Dole (Jura), però fou derrotat a Saint Jean de Losne. Més tard va combatre amb el Franc-Comtat, a Lorena, l'Alsàcia i a Artois, però per fi no va tenir més remei que tractar amb França per la restitució dels seus Estats que li foren tornats pel tractat de Saint-Germain (29 de març de 1641), però amb la condició que tornarien a la corona de França si no complia l'estipulat, fet que no tardà a presentar-se, motiu pel qual el duc tornà a començar les hostilitats. Llavors intentà fer-se elegir rei dels romans, el que no aconseguí, com tampoc va poder fer res en favor de Carles I d'Anglaterra, com s'havia proposat, i successivament passà amb llurs tropes al servei del d'Espanya i de la Fronda, però es barallà amb Condé i feu traïció als espanyols que s'apoderaren d'ell a Brussel·les i el portaren a Toledo, on romangué pres cinc anys. Recobrà la llibertat després de la Pau dels Pirineus i tornà a entrar en possessió de la Lorena, si bé hagué de cedir algunes ciutats a França. Enamorat llavors de la filla d'un apotecari, va vendre a Lluís XIV llurs Estats per una renda vitalícia de 200.000 escuts anuals, però davant la protesta dels seus hereus (1663) es declarà nul·la la venda i perdé de nou Marsal. En guerra amb l'Elector palatí i amb França, el general Créqui l'expulsà de la Lorena (1670) i per a venjar-se prengué part activa en la conclusió de l'aliança entre Espanya, l'Imperi i les Províncies Unides contra els francesos que el venceren a Sintzheim (1674), per'ell a la vegada infligí una sagnant derrota a Créqui, fent-lo a més presoner (11 d'agost de 1675), però no va poder gaudir gaire temps llur triomf perquè morí un mes més tard. Es casà tres vegades i va tenir un fill Carles Enric, i una filla Anna, que casà amb el príncep de Sillebone.
Carles V (Viena, 3 d'abril de 1643 – Wels, Alta Àustria, 18 d'abril de 1690) duc de la LorenaEra fill de François Nicole de Lorena i nebot de Carles IV. Degut a l'oposició de Lluís XIV, no va poder contraure matrimoni amb la duquessa de Nemours, i des de llavors fou el més implacable enemic del rei de França, entrant al servei d'Àustria i distingint-se en les diferents accions de guerra en què prengué part. El 1675, per mort del seu oncle, rebé el títol de duc de Lorena, però França no el reconegué i no va poder prendre possessió del ducat, encara que més tard Lluís XIV li oferí Lorena fou a canvi d'unes condicions, que Carles no va voler acceptar, envaint el ducat i sent refusat per Créqui. Llavors es retirà a Àustria i es casà amb Leonor Maria (1678), germana de l'emperador Leopold i vídua del rei de Polònia, al qual tron havia sigut candidat el 1668 i el 1674. En la campanya contra els turcs es coronà de glòria, malgrat la inferioritat de llurs forces, i després d'una brillant sèrie de triomfs acabà amb l'ascendent de les armes otomanes a Mohacs, on aconseguí una victòria decisiva. El 1689 guerrejà novament contra els francesos i s'apoderà de Magúncia i de Bonn, però, ja malalt, hagué de suspendre la campanya. Deixà sis fills i el succeí el fill gran, Leopold.

## Casal d'Alsàcia (1047-1431)
- 1047-1048 : Adalbert d'Alsàcia
- 1048–1070 : Gerard d'Alsàcia
- 1070-1115 : Thierry o Teodoric II el Valent
- 1115-1139 : Simó I el Gras
- 1139-1176 : Mateu I
- 1176-1205 : Simó II
- 1205-1206 : Frederic o Ferry I de Bitche
- 1205-1213 : Frederic o Ferry II
- 1213-1220 : Tibald I
- 1220-1251 : Mateu II
- 1251-1303 : Frederic o Ferry III
  - 1251-1255 : regencia de Caterina de Limburg
- 1303-1312 : Tibald II
- 1312-1328 : Frederic o Ferry IV el Lluitador
- 1328-1346 : Raül el Valent
  - 1328-1331 : regència d'Elisabeth d'Àustria
- 1346-1390 : Joan I
  - 1346-1360 : regència de Maria de Châtillon
- 1390-1431 : Carles II (Carles I fou duc de Baixa Lotaríngia del 977 al 992)
- 1431-1453 : Isabel I

## Casal d'Anjou (1431-1473)
- 1431-1453 : Renat d'Anjou o Renat I de Lorena
- 1453-1470 : Joan II
- 1470-1473 : Nicolau I
- 1473-1473 : Iolanda d'Anjou

## Casal Vaudémont (1473-1737)
- 1473-1508 : Renat II
- 1508-1544 : Antoni el Bo
- 1544-1545 : Francesc I
- 1545-1608 : Carles III
- 1608-1624 : Enric II el Bo (Enric I fou Enric de Limburg, duc de Baixa Lorena (1101 - 1106)
- 1624-1625 : Nicolaua de Lorena
- 1625-1625 : Francesc II

De 1634 à 1697, el rei de França intervé obertament dins el ducat de la Lorena, imposant per la força els ducs, i ocupant directament el ducat.

## Ducs efectius
- 1624-1634 : Carles IV
- 1634-1635 : Nicolas II Francesc
- 1635-1641 : la Lorena és ocupada per França
- 1641 : Carles IV
- 1641-1659 : la Lorena és ocupada per França
- 1659-1670 : Carles IV
- 1697-1729 : Leopold I el Bo
- 1729-1737 : Francesc III Esteve (emperador)

## Casal Leszczyński (1737-1766)
- 1737-1766 : Estanislau Leszczynski

## Ducs de dret
- 1624-1675 : Carles IV
- 1675-1690 : Carles V
- 1690-1729 : Leopold I el Bo